# Blue Valentine (film)
Blue Valentine är en amerikansk romantisk dramafilm från 2010 i regi av Derek Cianfrance. I huvudrollerna syns bland andra Michelle Williams och Ryan Gosling. Filmen hade svensk premiär på Göteborg Film Festival 2011 där den belönades med Ingmar Bergman International Debut Award.

## Rollista
- Ryan Gosling - Dean
- Michelle Williams - Cindy
- Mike Vogel - Bobby